# OSSEC
OSSEC – это хостовая система обнаружения вторжений (HIDS), свободная и с открытым исходным кодом. Она ведёт анализ системных логов, проверку целостности, наблюдение за реестром ОС Windows, обнаружение руткитов, оповещение в заданное время и если будет обнаружено какое-либо событие. Она предоставляет функцию обнаружения вторжений для большинства операционных систем, включая Linux, OpenBSD, FreeBSD, OS X, Solaris и Windows. Её кроссплатформенная архитектура позволяет легко управлять и наблюдать сразу за несколькими операционными системами. Она написана Даниэлем Б. Сидом, и доступна с 2004 года.
Возможности OSSEC соблюдают некоторые правила PCI DSS. Подробнее можно прочитать в предоставленном на сайте проекта OSSEC PDF-документе.
В июне 2008 года проект OSSEC и все копирайты, принадлежащие лидеру проекта, Даниэлю Б. Сиду, приобрела компания Third Brigade. Компания обязуется совмещать разработку программы вместе с сообществом Open Source и предоставлять коммерческую поддержку и обучение пользователям OSSEC.
В мае 2009 года компания Trend Micro приобрела Third Brigade и проект OSSEC, также обязуясь оставлять его открытым и свободным.

## Компоненты
OSSEC состоит из основного приложения, программы-агента для ОС Windows и веб-интерфейса.
- Основное приложение: Основное приложение, OSSEC, работает и в распределённой сети, и автономно. Поддерживает ОС Linux, Solaris, BSD и Mac.
- Агент для ОС Windows: работает только в ОС Windows. Для включения серверного режима основного приложения необходима программа-агент.
- Веб-интерфейс: графический интерфейс пользователя. Как и основное приложение, поддерживает ОС Linux, Solaris, BSD и Mac.

## Возможности
OSSEC ведёт очень подробный анализ логов, программа может сравнивать и анализировать логи одновременно нескольких приложений в нескольких форматах. Для наблюдения поддерживаются следующие приложения:
- Unix-специфичные:
  - Unix PAM
  - sshd (OpenSSH)
  - Solaris telnetd
  - Samba
  - Su
  - Sudo
- FTP-серверы:
  - ProFTPd
  - Pure-FTPd
  - vsftpd
  - Microsoft FTP Server
  - Solaris ftpd
- Почтовые серверы:
  - Imapd and pop3d
  - Postfix
  - Sendmail
  - vpopmail
  - Microsoft Exchange Server
- Базы данных:
  - PostgreSQL
  - MySQL
- Web-серверы:
  - Apache HTTP Server (логи доступа и ошибок)
  - IIS web server (включая расширения NSCA и W3C)
  - Логи ошибок Zeus Web Server
- Интернет-приложения:
  - Horde IMP
  - SquirrelMail
  - Modsecurity
- Фаерволлы:
  - Iptables
  - Solaris IPFilter
  - AIX ipsec/firewall
  - Netscreen
  - Windows Firewall
  - Cisco PIX
  - Cisco FWSM
  - Cisco ASA
- NIDS:
  - Cisco IOS, модуль IDS/IPS
  - Snort IDS (snort full, snort fast и snort syslog)
- Утилиты для обеспечения безопасности:
  - Norton AntiVirus
  - Nmap
  - Arpwatch
  - Cisco VPN Concentrator
- Прочие:
  - Named (BIND)
  - Squid proxy
  - Zeus eXtensible Traffic Manager
- Логи событий Windows (логин, логон, информация для аудита и другие)
- Логи маршрутизации и удалённого доступа Windows
- Средства аутентификации unix (adduser, логины и другие)